# Salvia iodantha
Salvia iodantha es una especie de planta herbácea perennifolia de la familia de las lamiáceas. Es originaria de las montañas del centro de México en Morelos en las laderas cercanas a Cuernavaca,  donde crece a una altitud de 700 a 2600 metros. Fue descrita por Merritt Lyndon Fernald en 1900 y apareció en la horticultura en los años 1980. 

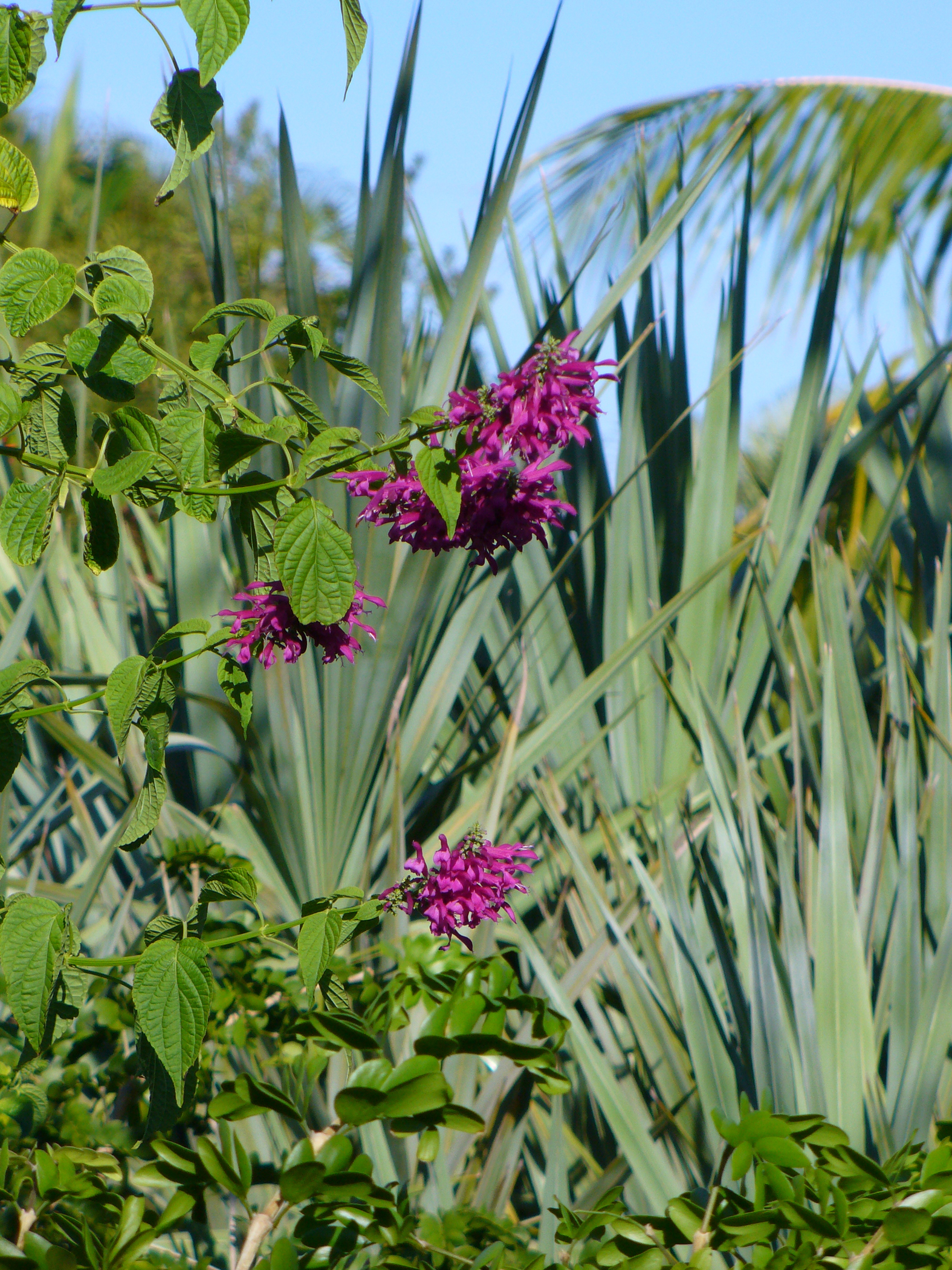
Vista de la planta

## Descripción
Salvia iodantha es una planta muy robusta, que alcanza un tamaño de hasta 2,5 m o más de altura y 1,8 m o más de ancho. Sus tallos tienden a ser trepadores, con frecuencia cada vez se encuentra más en las ramas de los árboles, con sus ramas y flores que cuelgan de las ramas propias del árbol. Numerosas ramas crecen desde la base de la planta, cubiertas de hojas ovales o lanceoladas de color verde muérdago, que varían en tamaño y forma, con un promedio de 5-6 cm de largo y 2-3 cm de ancho. Las flores son de color púrpura, con muchos pelos finos que les da una textura aterciopelada. Las largas flores no son vistosas por sí mismas, pero el conjunto florece tan profusamente que la planta es muy llamativa. Las flores están muy juntas en verticilos, con 12 flores en  espiral, muy próximas en cada inflorescencia.

## Taxonomía
Salvia iodantha fue descrita por  Merritt Lyndon Fernald y publicado en Proceedings of the American Academy of Arts and Sciences 35(25): 547–548. 1900.
Etimología
Ver: Salvia
Sinonimia
- Salvia michoacana Fernald[3][4]